# Freigericht (Hessen)
Freigericht (Hessen) este o comună din landul Hessa, Germania.